# Italo Alfaro
Pour les articles homonymes, voir Alfaro.
Italo Alfaro, né en 1928 à Rome (Toscane) et mort en 1979 à Lausanne (canton de Vaud), est un réalisateur, scénariste et auteur radiophonique italien.

## Biographie
Né dans une famille toscane originaire de Naples, Alfaro, après des débuts à la radio, a travaillé longtemps et intensément comme scénariste pour la télévision italienne.
Parallèlement à son travail pour le théâtre, il a mis en scène quatre films de cinéma, dont deux comédies érotiques italiennes dans le genre decamerotico et un western spaghetti, qui a été classé par la critique parmi les plus mauvais du genre. En tant qu'acteur, il est apparu en 1962 dans La Vengeance du rebelle (it) de Luigi Latini De Marchi.
Il est décédé d'une crise cardiaque à l'âge de 51 ans alors qu'il préparait une série d'émissions pour la télévision suisse.

## Filmographie

### Cinéma

#### Réalisateur
- 1972 : Canterbury proibito
- 1972 : Si mes nuits d'amour vous étaient contées (Decameron no 3 - Le più belle donne del Boccaccio)
- 1972 : Guardami nuda (it)
- 1973 : Sentivano… uno strano, eccitante, pericoloso puzzo di dollari

#### Scénariste
- 1972 : Canterbury proibito
- 1972 : Guardami nuda (it)
- 1976 : Quatre Milliards en quatre minutes (it) (Quattro minuti per quattro miliardi) de Gianni Siragusa (it)

#### Acteur
- 1962 : La Vengeance du rebelle (it) (La notte dell'innominato) de Luigi Latini De Marchi

### Télévision

#### Réalisateur
- Qui comincia la sventura, de Sto, diffusé le 16 mai 1962 (également acteur).
- Vacanze di Natale, de Vladimiro Cajoli, 30 décembre 1963.
- La figlia dell'oca bianca, de Edoardo Anton, 25 mars 1964.
- Il sosia, de Pedro Salinas, 30 octobre 1964.
- Il passo più lungo, de Gino De Sanctis, 20 novembre 1964.
- Lettera di una madre, de Vladimiro Cajoli, 23 décembre 1964.
- Sulla via maestra, de Anton Tchekhov, 10 février 1965.
- Il vero Giacobbe, de Franz Arnold et Ernst Bach, 9 juillet 1965.
- La statua incantata, de Giambattista Basile, 9 septembre 1965.
- Due coppie, de Nicola Manzari, 3 décembre 1965.
- I legionari dello spazio (it), de Vittorio Metz, mini-série télévisée, du 6 février au 6 mars 1966.
- Una Cenerentola alla moda, de Rodolfo Eger, 31 juillet 1966.
- Il pensiero, de Leonid Andreev, 11 novembre 1966.
- Il caso Blaireau, d'après le roman d'Alphonse Allais, 26 février 1967.
- Musica per delitto, feuilleton télévisé de Giuseppe Aldo Rossi, 12 avril 1967.
- Miracolo, de Nicola Manzari, 17 décembre 1967.
- I ragazzi di padre Tobia (it), série télévisée, 14 épisodes, 1968-1973
- Un pony per Ricky, de Vladimir Lundgren, 16 mai 1968.
- Primo premio, de Philip Levene, 18 février 1970.
- L'assistito, de Matilde Serao, 27 août 1970.
- Un artista, d'après la nouvelle de Dario Castagnoli, 3 septembre 1970.
- La voce del cappone, d'après la nouvelle de Giuseppe Marotta, 10 septembre 1970.
- Un paio di occhiali, d'après la nouvelle de Anna Maria Ortese, 20 janvier 1972.
- La coscienza a posto, de Giovannino Guareschi, 27 janvier 1972.
- La virtù di Checchina, d'après la nouvelle de Matilde Serao, 22 février 1973.

## Fiction radiophonique

### Acteur
- Ginevra degli Almieri, texte et mise en scène de Giovacchino Forzano, 18 mai 1953.
- Richard III, de William Shakespeare, mise en scène de Pietro Masserano Taricco, décembre 1953.
- Jeppe della montagna, de Ludvig Holberg, mise en scène de Pietro Masserano Taricco, 28 novembre 1954.
- Billy Budd, de Herman Melville, réalisé par Marco Visconti, 15 décembre 1954.
- Bellinda e il mostro, de Bruno Cicognani, mise en scène d'Umberto Benedetto, 1er février 1955.
- Il potere e la gloria, d'après le roman de Graham Greene, mise en scène de Luigi Squarzina, 3 décembre 1957.

### Auteur
- Al paradiso delle signore, d'Émile Zola, 7 épisodes, du 2 au 16 avril 1959.
- Colorado, d'Alberto Croce, 29 avril 1959.
- Doubrovski, de Alexandre Pouchkine, 4 épisodes, du 20 au 27 juin 1959.
- La barca della fortuna, de Giuseppe Fanciulli, 4 épisodes, du 3 au 15 juillet 1959.
- Il giudice, de Robert Louis Stevenson, 3 épisodes, du 27 octobre au 3 novembre 1959.
- Il sole di Occhiverdi, de Giuseppe Fanciulli, 26 mai 1960.
- L'agente di Vaduz, d'Andrzej Szypulski (pl), 16 juillet 1969.